# 伊達康将
伊達 康将（だて やすまさ）は、日本の音響監督。元株式会社東北新社音響字幕制作事業部スーパーバイザー。別名義は伊達渉。現在はフリーで活動。

## 人物
元々は映画監督志望だったが採用枠がなく、東北新社の演出家の求人を見つけ応募し、1973年に同社に入社。以来40年以上にわたって活動する外画のベテラン吹替ディレクターの一人。
アニメの音響監督も幾つか手がけており、東北新社が運営する「映像テクノアカデミア(2025年3月に閉校)」で講師も務めていた。
キャスティングでは同じ役者を起用することが多かったため「伊達ファミリー」などと呼ばれていた。
演出を手掛けた作品の中で最も思い入れが深い作品は『夜の大捜査線』のTBS版を挙げている。

## 作品一覧

### テレビアニメ
- 太陽の使者 鉄人28号（1980年）
- 六神合体ゴッドマーズ（1981年）
- 名探偵ホームズ（1984年）
- 銀河探査2100年 ボーダープラネット（1986年）
- ヤマトタケル（1994年）
- いじわるばあさん（1996年）
- ニャニがニャンだー ニャンダーかめん（2000年）
- 古代王者 恐竜キング Dキッズ・アドベンチャー（2007年）

### OVA
- アップルシード（1988年）
- アッセンブル・インサート（1989年）

### 劇場アニメ
- がんばれ!!タブチくん!!シリーズ
  - がんばれ!! タブチくん!!（1979年）
  - がんばれ!! タブチくん!! 第2弾 激闘ペナントレース（1980年）
- まことちゃん（1980年）
- ゴルゴ13（1983年）

### 海外映画
- アイ・アム・レジェンド（テレビ朝日版）
- アイ・ソー・ザ・ライト
- アウェアネス 超能力覚醒
- アウト・オブ・タウナーズ
- 青い珊瑚礁
- 悪党に粛清を
- 悪魔を憐れむ歌（ソフト版）
- アシッド・ハウス
- アダム・サンドラーはビリー・マジソン/一日一善
- アダムス・ファミリーシリーズ
  - アダムス・ファミリー（日本テレビ版）
  - アダムス・ファミリー2（ソフト版・日本テレビ版）
- アトランチスの謎
- アナコンダシリーズ
  - アナコンダ2
  - アナコンダ3
  - アナコンダ4
- あなたが寝てる間に…
- アニー・ホール
- あの子を探して
- あの夜、マイアミで
- アポロ11 史上最大のミッション
- アムステルダム無情
- アメリカン・グラフィティ（TBS版）
- アリゲーター2（テレビ朝日版）
- ある決闘 セントヘレナの掟
- アルマゲドン（フジテレビ版）
- 暗殺者（フジテレビ版）
- アンタッチャブル（ソフト版・テレビ朝日版）
- アンラッキー・ナイト〜災難がいっぱい!〜
- 怒りの戦場
- イッツ・ショータイム
- イノセントマン/仕組まれた罠
- いまを生きる（ソフト版）
- 依頼殺人
- イレイザー（日本テレビ版）
- インタビュー・ウィズ・ヴァンパイア（フジテレビ版）
- インディ・ジョーンズ シリーズ
  - インディ・ジョーンズ/魔宮の伝説（テレビ朝日版）
  - インディ・ジョーンズ/最後の聖戦（テレビ朝日版）
- イントルーダー 怒りの翼（フジテレビ版）
- インナースペース
- ウーマン・イン・レッド
- ヴァンパイア・イン・ブルックリン（フジテレビ版）
- ウェインズ・ワールド2
- ウエスタン（日本テレビ版）
- ウォーターワールド（ソフト版）
- ウォール街シリーズ
  - ウォール街（テレビ朝日版）
  - ウォール・ストリート
- エア・タービュランス〜ベイウォッチ〜
- エアフォース・ワン（日本テレビ版）
- 英雄スパルタカス
- エイリアン・ウォーズ
- エスケープ・フロム・L.A.（フジテレビ版）
- エスター
- エドtv
- エマニュエル（テレビ朝日版）
- エル・ドラド（テレビ東京版）
- エントラップメント（テレビ朝日版）
- オーケストラの少女
- オー!ゴッド
- オーシャンズシリーズ（フジテレビ版）
  - オーシャンズ11
  - オーシャンズ13
- オールド・ナイブス
- おてんば探偵ナンシー・ドリュー
- オフロでGO!!!!! タイムマシンはジェット式
- 終わらない週末
- カイロの紫のバラ（テレビ朝日版）
- 華氏451（ソフト版）
- 華麗なるギャツビー（ソフト版）
- ガントレット
- がんばれ!ベアーズ特訓中
- キャット・ピープル（フジテレビ版）
- キリングゲーム
- グース（ソフト版）
- クール・ランニング（日本テレビ版）
- 九龍大捜査線
- 鯨の中のジョナ
- グランドコントロール 乱気流（VHS・旧DVD版）
- グリース2
- クリードシリーズ
  - クリード チャンプを継ぐ男
  - クリード 炎の宿敵
  - クリード 過去の逆襲
- クリムゾン・タイド（テレビ朝日版）
- クローンズ
- クロコダイル・ダンディー（VOD版）
- 計画殺人
- 刑事ニコ/法の死角（TBS版）
- 激流（ソフト版）
- コーンヘッズ
- 恋する40DAYS
- ゴスフォード・パーク
- ゴッドファーザーシリーズ（DVD版・Blu-ray版）
  - ゴッドファーザー
  - ゴッドファーザー PART II
- コッポラの胡蝶の夢
- コブラ（TBS版）
- コマンドー（吹替の帝王版）
- コラテラル
- サイコ
- サウス・ボストン
- ザ・シークレット・サービス（テレビ朝日版）
- サスペリア2000
- ザ・ビースト〜巨大イカの逆襲〜
- ザ・フォッグ
- ザ・ロック（テレビ朝日版）
- ザ・ワイルド（ソフト版）
- シックス・センス（日本テレビ版）
- シェーン（テレビ東京版）
- ジャック・ライアンシリーズ
  - レッド・オクトーバーを追え!（TBS版・テレビ朝日版）
  - パトリオット・ゲーム（テレビ朝日版）
  - 今そこにある危機（テレビ朝日版）
- シャレード（正規盤DVD版）
- ジャン＝クロード・ヴァン・ダム／ファイナル・ブラッド
- ジュマンジ（新DVD・BD版）
- 正午から3時まで
- 仁義なき抗争
- シンプル・プラン
- スイッチバック 追跡者
- スーパーマン（テレビ朝日新版）
- スウェプト・アウェイ
- スカイキャプテン ワールド・オブ・トゥモロー
- スター・ウォーズシリーズ（ソフト版）
  - スター・ウォーズ エピソード4/新たなる希望
  - スター・ウォーズ エピソード5/帝国の逆襲
  - スター・ウォーズ エピソード6/ジェダイの帰還
- スタートレックシリーズ
  - スタートレック（ソフト版）
  - スタートレック ファーストコンタクト
  - スタートレック 叛乱
- スタンド・バイ・ミー（VHS・DVD版）
- ストレンジャー・コール
- ストーカー
- ストーン・コールド
- スペースボール
- 底抜けシンデレラ野郎
- ソルト
- ダーティハリーシリーズ
  - ダーティハリー（テレビ朝日版WOWOW追加収録部分）
  - ダーティハリー2（テレビ朝日版WOWOW追加収録部分）
  - ダーティハリー3（テレビ朝日版WOWOW追加収録部分）
  - ダーティハリー4（TBS版）
  - ダーティハリー5（TBS版）
- タイトロープ（フジテレビ版・テレビ朝日版）
- ダイ・ハードシリーズ
  - ダイ・ハード（ソフト版）
  - ダイ・ハード2（テレビ朝日版）
  - ダイ・ハード3（テレビ朝日版）
- ダウントン・アビー
  - ダウントン・アビー/新たなる時代へ
- チャールズ・ブロンソン/愛と銃弾
- デイズ・オブ・サンダー（TBS版）
- ティアーズ・オブ・ザ・サン
- ディープ・インパクト
- ディック・トレイシー
- ティファニーで朝食を（日本テレビ版、ソフト版）
- テキサスSWAT
- デッドゾーン
- ツインズ (ソフト版・テレビ朝日版)
- ドクター・モローの島（日本テレビ新版）
- トッツィー（ソフト版）
- トップガン（テレビ東京版）
- ドル箱三部作
  - 夕陽のガンマン（完声版追加収録部分）
  - 続・夕陽のガンマン（完声版追加収録部分）
- バイカーボーイズ
- バイスヒート
- 裸の銃を持つ男シリーズ
  - 裸の銃を持つ男（ソフト版・テレビ朝日版）
  - 裸の銃を持つ男 PART2 1/2（テレビ朝日版）
  - 裸の銃を持つ男 PART33 1/3 最後の侮辱（テレビ朝日版）
- パニック・フライト
- バック・トゥ・ザ・フューチャーシリーズ（ソフト版）
  - バック・トゥ・ザ・フューチャー
  - バック・トゥ・ザ・フューチャー PART2
  - バック・トゥ・ザ・フューチャー PART3
- ハドソン川の奇跡（ザ・シネマ版[4][5]）
- ハムナプトラ/失われた砂漠の都（ソフト版）
- パリの恋人（ソフト版・機内上映版）
- ハロウィンII
- ハンナとその姉妹
- ピースメーカー
- ヒッチャーII 心臓“完全”停止
- ビッグ・ダディ
- ビバリーヒルズ・コップシリーズ
  - ビバリーヒルズ・コップ（テレビ朝日版）
  - ビバリーヒルズ・コップ3（フジテレビ版）
- ビューティフル・マインド
- ピラニア
- ピンク・パンサーシリーズ
  - ピンク・パンサー2（テレビ朝日版）
  - ピンク・パンサー3
  - ピンク・パンサー4
  - ピンクパンサー2
- フィラデルフィア・エクスペリメント（フジテレビ版）
- フェイス/オフ（フジテレビ版・テレビ朝日旧版・テレビ朝日新版）
- フェリーニのアマルコルド ※小山悟と共同
- ブラック・レイン（フジテレビ版）
- フラッシュダンス
- プラトーン（テレビ朝日版）
- フランクおじさん
- ブリス -たどり着く世界-
- ブレードランナー ファイナル・カット（ザ・シネマ版）
- プロメテウス（ザ・シネマ版[6]）
- 北北西に進路を取れ（日本テレビ版）
- ポセイドン・アドベンチャー（LD版）
- ポルターガイスト3 / 少女の霊に捧ぐ…
- ホワイトハウス狂騒曲（フジテレビ版）
- マッド・ファット・ワイフ
- ミッション:インポッシブルシリーズ
  - ミッション:インポッシブル（ソフト版・フジテレビ版・テレビ朝日版）
  - ミッション:インポッシブル2（ソフト版・テレビ朝日版）
  - ミッション:インポッシブル3（フジテレビ版）
- モンスタートラック
- モンティ・パイソン・アンド・ナウ
- 野獣捜査線
- ヤング・フランケンシュタイン（LD版）
- ユー・ガット・メール（フジテレビ版）
- 夕陽のギャングたち（ソフト版）
- 夜の大捜査線（TBS版）
- ラスト・アクション・ヒーロー（ソフト版・テレビ朝日版）
- ラスト・キャッスル
- 理由なき反抗（TBS版）
- ロジャー・ラビット ※加藤敏、小山悟と共同
- ロッキーシリーズ
  - ロッキー
  - ロッキー2
  - ロッキー3（TBS版）
  - ロッキー4/炎の友情（TBS版）
  - ロッキー5/最後のドラマ（TBS版）
  - ロッキー・ザ・ファイナル
- ロボコップシリーズ
  - ロボコップ（テレビ朝日版）※木村絵理子と共同
  - ロボコップ2（テレビ朝日版）
  - ロボコップ3（ソフト版・テレビ東京版）
- ロマンシング・ストーン 秘宝の谷（テレビ朝日版）
- ワンス・アポン・ア・タイム・イン・ハリウッド[7]
- L.A.コンフィデンシャル（フジテレビ版）
- L.A.大捜査線/狼たちの街
- SF/ボディ・スナッチャー
- 007シリーズ
  - 007/ドクター・ノオ（ソフト版）
  - 007/ロシアより愛をこめて（ソフト版）
  - 007/ゴールドフィンガー（ソフト版）
  - 007/サンダーボール作戦（ソフト版）
  - 007は二度死ぬ（ソフト版）
  - 女王陛下の007（ソフト版）
  - 007/ダイヤモンドは永遠に（ソフト版）
  - 007/美しき獲物たち（TBS版）
  - 007/リビング・デイライツ（TBS版・ソフト版）
  - 007/消されたライセンス（TBS版・新ソフト版）
  - 007/トゥモロー・ネバー・ダイ（フジテレビ版・テレビ朝日版）
- 48時間シリーズ
  - 48時間（日本テレビ新版）
  - 48時間PART2/帰って来たふたり（ソフト版）
- 7月4日に生まれて（テレビ朝日版）

### 海外ドラマ
- オクニョ 運命の女
- 俺がハマーだ!（『俺がハマーだ！ バズーカ小脇にデラックス増刊 DVD-BOX』新録部分）
- 刑事コロンボ（旧シリーズソフト用追加収録部分・新シリーズWOWOW版）
- サード・ウォッチ
- サブリナ
- 新スパイ大作戦
- 空飛ぶモンティ・パイソン
- ダメージ
- 超音速攻撃ヘリ エアーウルフ
- デクスター 警察官は殺人鬼
- デスパレートな妻たち
- 天国の階段
- 特攻野郎Aチーム
- トンイ
- 春のワルツ
- 冬のソナタ
- フラッシュポイント -特殊機動隊SRU-
- フルハウス ※木村絵理子と共同
- ホミサイド/殺人捜査課
- V
- 勇者ヘラクレス／呪われた王国の美しき姫を救え！
- ダウントン・アビー
- プロテクター電光石火

### 人形劇
- サンダーバード55/GoGo[8]

### 海外アニメ
- 新くまのプーさん ※木村絵理子、向山宏志、高橋剛と共同
- ニムの秘密
- アーリーマン 〜ダグと仲間のキックオフ!〜 ※木村絵理子と共同